# Theodor Aman

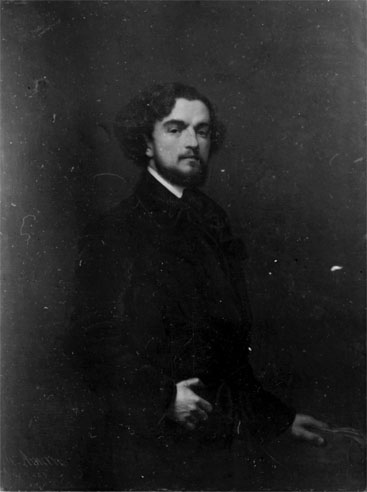
Theodor Aman

Theodor Aman (* 20. März 1831 in Câmpulung-Muscel; † 19. August 1891 in Bukarest) war ein rumänischer Maler der Genremalerei und des Historismus sowie Holzstecher und damit einer der ersten und bekanntesten Künstler des Landes arumänischer Herkunft. Er wird als bedeutender Vorgänger des Impressionismus gesehen. Sein Enkel, der Postimpressionist Horațiu Dimitriu war ebenfalls Maler.

## Biografie
Zunächst lernte Aman als Schüler von Constantin Lecca und Carol Wallenstein an den Kunstschulen von Craiova und Bukarest, bis er 1850/51 zu Michel-Martin Drolling und François-Édouard Picot nach Paris wechselte. 1853 stellte er zum ersten Mal im Salon de Paris aus, bevor er in das damalige Konstantinopel (heute Istanbul) und anschließend auf die Halbinsel Krim zog, wo er Impressionen für seine bedeutendsten historischen Kompositionen sammeln konnte, deren Themen sehr eng mit dem zu dieser Zeit aufstrebenden rumänischen Nationalgedanken verbunden sind. Sein berühmtestes Werk „Die Schlacht von Alma“ wurde 1855 auf der Weltausstellung in Paris gezeigt.
Als er daraufhin in seine walachische Heimat zurückkehrte, wurde er von dem damaligen Prinzen Barbu Dimitrie Știrbei geadelt, der ihm auch ein Stipendium zum Studium in Paris gewährte. So besuchte er unter anderem die Schule von Barbizon, deren Art Landschaftsbilder und Porträts zu malen seinen eigenen Malstil sehr beeinflusste. Nach einem kurzen Aufenthalt in Rom kam Aman wieder in die Walachei zurück, wo er 1863 an der Seite von Gheorghe Tattarescu die nationale Kunsthochschule in Bukarest gründete, die er bis zu seinem Tod im Jahr 1891 leitete. Er liegt auf dem größten Friedhof Bukarests, dem Cimitirul Bellu, begraben.

## Galerie

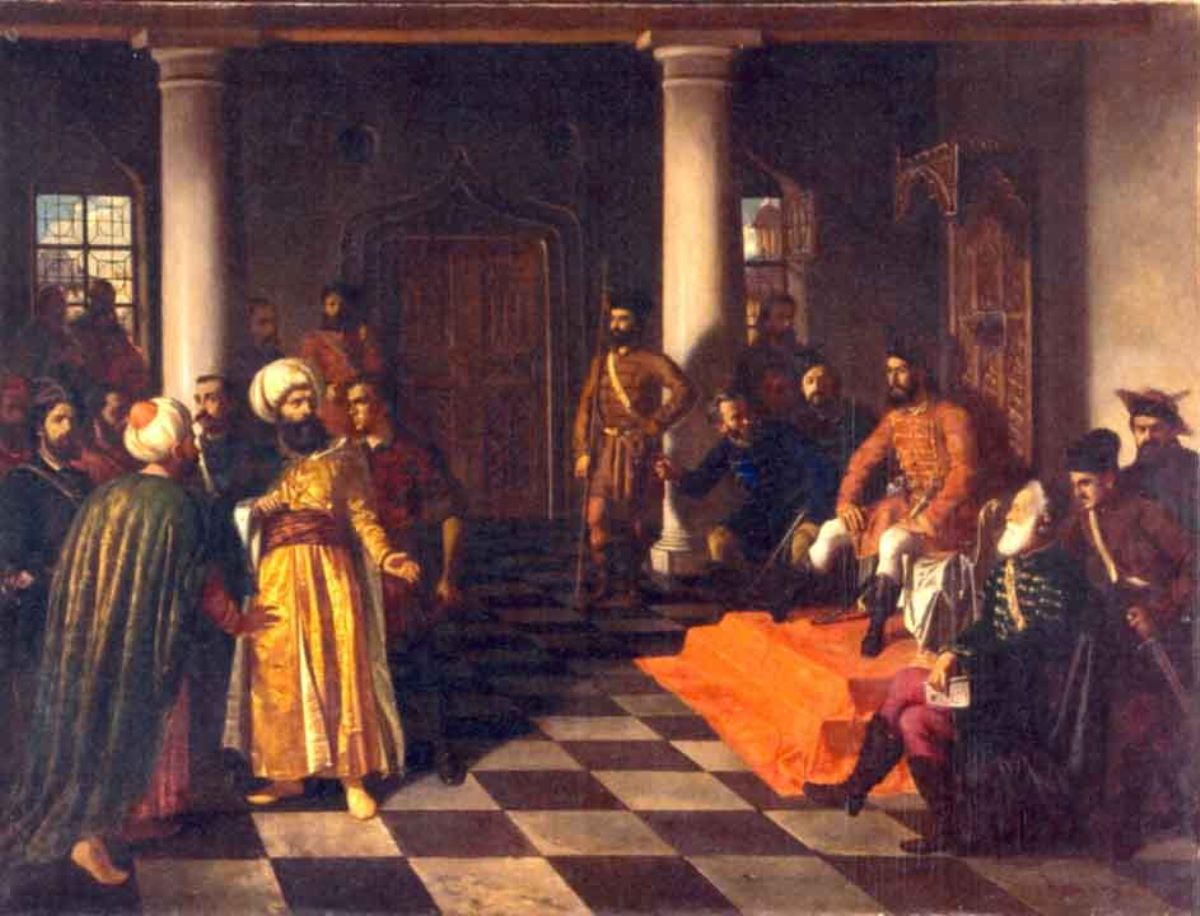
Vlad der Pfähler und die türkischen Gesandten (1861–64)
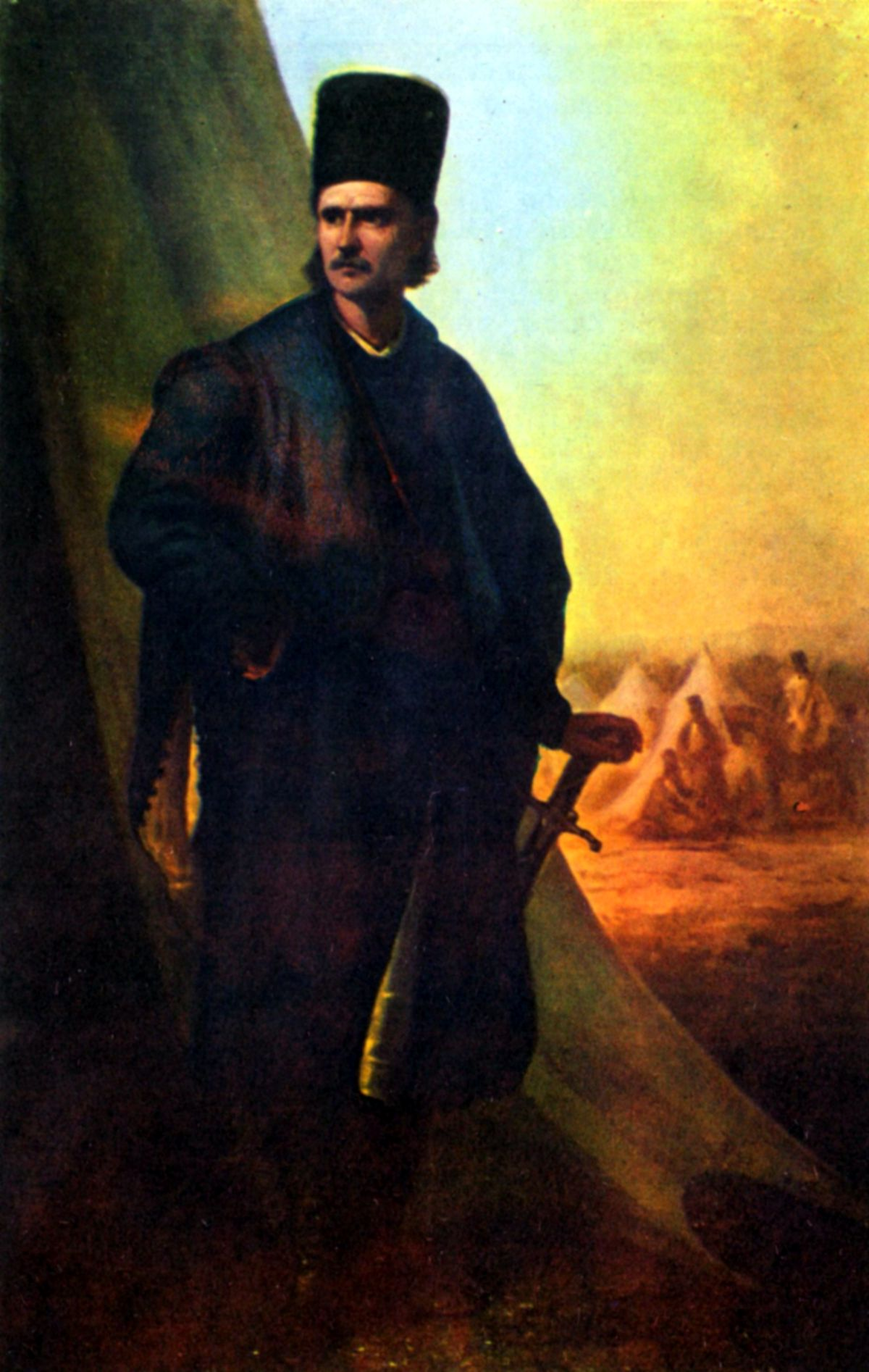
Tudor Vladimirescu (1874–76)
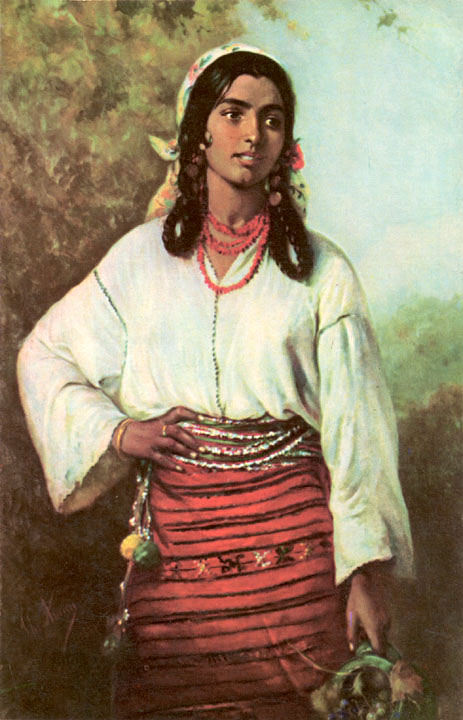
Zigeunermädchen (1884)
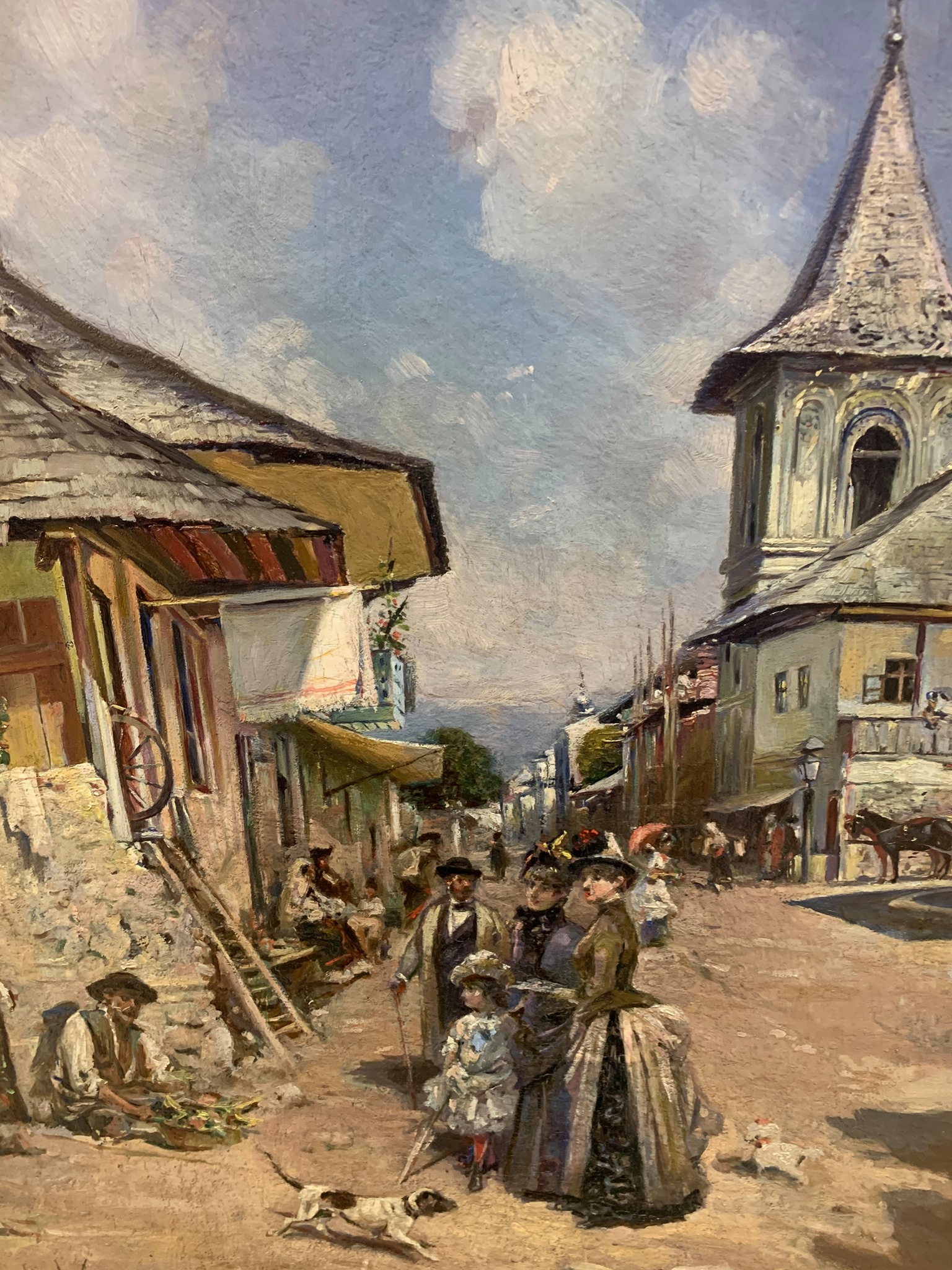
Straße in Câmpulung (1890)
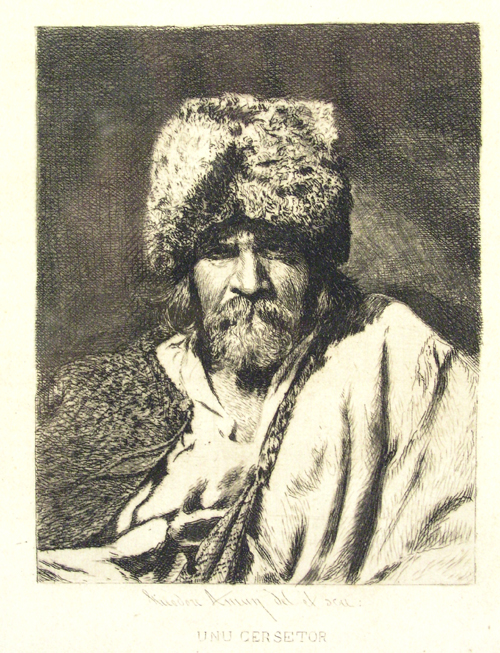
Bettler
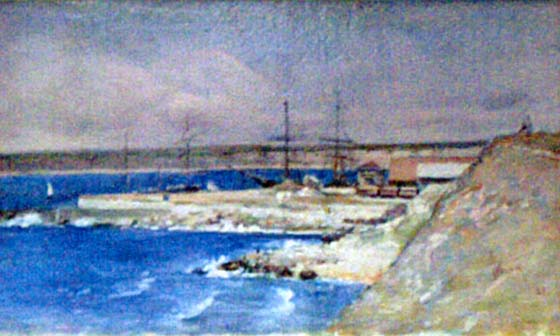
Hafen von Constanța
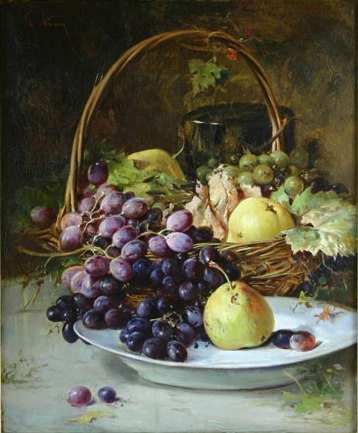
Obstkorb
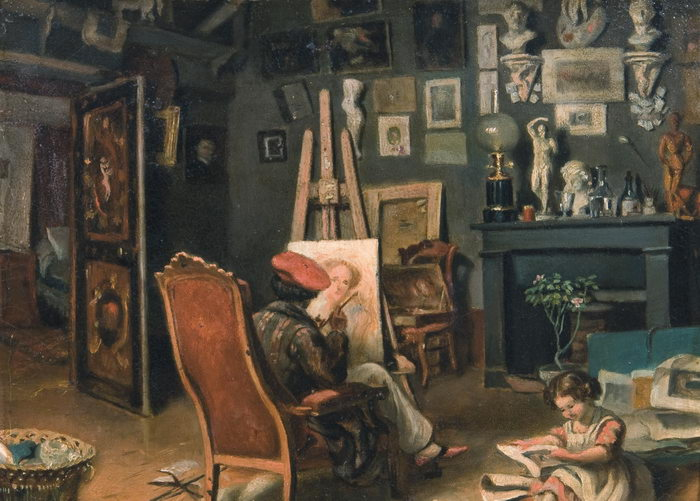
Erstes Atelier des Malers in Paris